# Begonia thaipingensis
Espèce
Begonia thaipingensis est une espèce de plantes de la famille des Begoniaceae.
L'espèce fait partie de la section Parvibegonia.
Elle a été décrite en 1902 par George King (1840-1909).

## Répartition géographique
Cette espèce est originaire du pays suivant : Malaisie.